# Saint-Hilaire-Petitville
Saint-Hilaire-Petitville ist eine Ortschaft und Commune déléguée in der französischen Gemeinde Carentan-les-Marais mit 1.372 Einwohnern (Stand: 1. Januar 2022) im Département Manche in der Region Normandie. Die Einwohner werden Saint-Hilairien(s) genannt.

## Toponymie
Petitville bedeutet „kleine Stadt“.

## Geschichte
Zum 1. Januar 2019 wurde Saint-Hilaire-Petitville in die Commune nouvelle Carentan-les-Marais eingegliedert. Sie ist seitdem Commune déléguée. Die Gemeinde war nach Carentan die am stärksten bevölkerte Gemeinde der Communauté de communes de la Baie du Cotentin.

## Geographie
Saint-Hilaire-Petitville liegt auf der Halbinsel Cotentin, im Regionalen Naturpark Marais du Cotentin et du Bessin.
Angrenzende Ortschaften sind Saint-Côme-du-Mont, Carentan, Brévands, Catz, Saint-Pellerin, Montmartin-en-Graignes und Saint-Georges-de-Bohon.

### Verkehrsanbindung
Die Ortschaft wird von der vom Département Manche betriebenen Buslinie Manéo Nr. 1 angefahren (Buslinie Saint-Lô-Carentan-Valognes-Cherbourg).
Das benachbarte Carentan wird von der Bahnlinie Paris-Caen-Cherbourg angefahren.

## Sehenswürdigkeiten
- Romanische Kirche Saint-Hilaire.
- Sümpfe von Saint-Hilaire.
- Regionales Naturschutzgebiet Marais de la Taute („Sümpfe der Taute“)

Das regionale Naturschutzgebiet Marais de la Taute wurde 2011 als Schutzgebiet ausgewiesen. Es ist 147 ha groß und schützt Feuchtgebiet längs der Taute. Das Schutzgebiet umfasst Graignes, Montmartin-en-Graignes, Saint-André-de-Bohon und Saint-Hilaire-Petitville. Ein Lehrpfad wurde längs des Canal de Vire et Taute angelegt.